# Novo Selo (miasto Leskovac)
Novo Selo (cyr. Ново Село) – wieś w Serbii, w okręgu jablanickim, w mieście Leskovac. W 2011 roku liczyła 38 mieszkańców.